# داريو بالداوف
داريو بالداوف (بالألمانية: Dario Baldauf)‏ هو لاعب كرة قدم نمساوي في مركز الدفاع، ولد في 27 مارس 1985 في بريغنز في النمسا. لعب مع أدميرا فاكر مودلينغ ونادي رايندورف آلتاخ ونادي فولفسبيرغر.

## وصلات خارجية
- داريو بالداوف على موقع قاعدة بيانات كرة القدم.إي يو (الإنجليزية)
- داريو بالداوف على موقع Soccerway.com (الإنجليزية)
- داريو بالداوف على موقع عالم كرة القدم.نت (الإنجليزية)